# Anita Stewart
Anita May Stewart (ur. 7 lutego 1895 w Nowym Jorku, zm. 4 maja 1961 w Los Angeles) – amerykańska aktorka i producentka filmowa epoki kina niemego.

## Filmografia
producentka
- 1918: Cnotliwe żony
- 1920: Żółty tajfun
- 1922: Rose o' the Sea
- 1922: Kobieta, którą poślubił

aktorka
- 1911: The Battle Hymn of the Republic jako Anioł
- 1911: Opowieść o dwóch miastach
- 1914: A Million Bid jako Agnes Belgradin
- 1923: Dusze na sprzedaż jako Celebrity
- 1928: Siostry Ewy jako Beatrice Franklin

## Wyróżnienia
Posiada swoją gwiazdę na Hollywoodzkiej Alei Gwiazd.